# Sikil p'ak
Sikil p'ak (del maya ha‘-sikil-p’aak, de ha’, agua, sikil, pepitas de calabaza, y p’aak, jitomate) es una salsa espesa o dip tradicional de la península de Yucatán, se consume como entrada o botana.

## Ingredientes
Se prepara con jitomate, chile habanero, cilantro, ajo, cebollín, sal y una variedad de pepita de calabaza denominada chinchilla.